# Right Thoughts, Right Words, Right Action
Right Thoughts, Right Words, Right Action é o quarto álbum de estúdio da banda escocesa de rock Franz Ferdinand, lançado em 26 de agosto de 2013 na Inglaterra, e no dia 27 de agosto de 2013 nos Estados Unidos.
O álbum foi bem recebido pelos críticos musicais. Em 1 de setembro de 2013, este disco entrou na sexta posição na lista dos mais vendidos no Reino Unido e em primeiro lugar na parada UK Indie Chart.

## Faixas
Todas as faixas escritas e compostas por Alex Kapranos e Nick McCarthy, as ressaltadas. 
| N.º            | Título                                             | Duração |  |
| 1.             | "Right Action" (Kapranos, McCarthy, Robert Hardy)  | 3:01    |  |
| 2.             | "Evil Eye"                                         | 2:47    |  |
| 3.             | "Love Illumination"                                | 3:44    |  |
| 4.             | "Stand on the Horizon"                             | 4:23    |  |
| 5.             | "Fresh Strawberries"                               | 3:21    |  |
| 6.             | "Bullet" (Kapranos, McCarty, Alexander Ragnew)     | 2:43    |  |
| 7.             | "Treason! Animals."                                | 4:07    |  |
| 8.             | "The Universe Expanded" (Kapranos, McCarty, Hardy) | 4:34    |  |
| 9.             | "Brief Encounters"                                 | 3:09    |  |
| 10.            | "Goodbye Lovers & Friends"                         | 3:15    |  |
| Duração total: | Duração total:                                     | 35:04   |  |

## Tabelas musicais
| Paradas (2013)                      | Melhor posição |
| ----------------------------------- | -------------- |
| Alemanha (Media Control Charts)     | 4              |
| Austrália (ARIA Charts)             | 18             |
| Bélgica Flanders (Ultratop 50)      | 16             |
| Bélgica Valônia (Ultratop 40)       | 11             |
| Finlândia (Suomen virallinen lista) | 48             |
| França (SNEP)                       | 6              |
| Países Baixos (MegaCharts)          | 3              |
| Suécia (Sverigetopplistan)          | 42             |
| Suíça (Schweizer Hitparade)         | 3              |
| Reino Unido (UK Albums Chart)       | 6              |
| Reino Unido (UK Indie Chart)        | 1              |
| Estados Unidos (Billboard 200)      | 24             |